# Württemberg
Il Württemberg (AFI: [ˈvʏʁtəmbɛʁk]; in alemanno Wiirdebäärg) è una regione storica della Germania sita a sud ovest, con capitale Stoccarda. Originariamente signoria, poi contea dal XII secolo, quindi ducato dal 1495, regno dal 1806 e, dopo la prima guerra mondiale, Regione (Land) della Repubblica di Weimar e infine dal 1952, fondendosi con il Baden, fa parte del Land del Baden-Württemberg, stato federato della Repubblica Federale Tedesca.

## Geografia fisica ed economica
Si trova fra i 47° 34′ e 48″ ed i 49° 35′ e 17″ di latitudine N e fra gli 8° 15′ ed i 10° 30′ di longitudine E. La sua massima lunghezza fra nord e sud è di 225 km e la massima estensione Est-Ovest è di 160 km. I confini si estendono per circa 1800 m. La superficie totale è di circa 20000 km². Confina con la Baviera ad est, e per il resto con il Baden, esclusa una parte a sud ove si affaccia sul lago di Costanza.

### Clima
La temperatura diminuisce verso la parte montagnosa del sud: quella media annua varia da 6 fino a 10 °C. L'ampiezza delle foreste provoca numerose precipitazioni, la maggior parte delle quali si verifica in estate.

### Agricoltura
Grazie alla fertilità del suolo, l'agricoltura rappresentò la maggior occupazione degli abitanti: il regno del Württemberg fu una regione essenzialmente agricola, e dei suoi 20000 km² il 45% circa era adibito a terreni agricoli e giardini, l'1% a vigneti, il 18% a prati e pascoli, ed il 30% a foreste.

I principali prodotti agricoli erano avena, farro, segala, grano, orzo e luppolo ai quali vanno aggiunti piselli e fagioli, mais, frutta (ciliegie e mele prevalentemente), biete e prodotti caseari, vino. Anche l'allevamento di bovini, ovini e suini ebbe un peso notevole, così come particolare attenzione veniva dedicata all'allevamento equino.

### Miniere
La regione del Württemberg è priva di miniere di una qualche importanza, se si escludono sale e ferro. L'estrazione del sale assunse una notevole importanza nel XIX secolo mentre l'industria del ferro era antica ma nella regione manca del tutto il carbone. Altri minerali di minor importanza estratti nel Württemberg furono il granito, il calcare ed argilla refrattaria. Degna di nota è l'estrazione di acido carbonico in forma gassosa dalle sorgenti naturali accanto al fiume Eyach, un affluente del Neckar, che favorì lo sviluppo dell'industria chimica ad esso collegata.

### Industria
La vecchia, tradizionale industria del Württemberg era quella tessile (tessuti in lana, cotone e lino), particolarmente presente ad Esslingen sul Neckar ed a Göppingen, nonché quella cartaria presente in particolare a Ravensburg, Heilbronn ed in altre città della bassa Svevia.
L'industria manifatturiera, sostenuta dal governo, si sviluppò rapidamente alla fine del XIX secolo, specialmente quella della lavorazione dei metalli nei settori ove era necessaria particolare abilità di tipo artigianale. Esslingen divenne famosa per la qualità delle locomotive che produceva la locale industria metalmeccanica e così fu particolarmente apprezzata la produzione di armi portatili della società Mauser di Oberndorf am Neckar, quella di strumenti musicali (pianoforti in particolare a Stoccarda), organi ed apparecchiature di precisione (macchine fotografiche ed orologi). Si svilupparono anche industrie chimiche ed alimentari quali birrerie, distillerie e zuccherifici.

### Commercio
Le principali esportazioni del regno del Württemberg erano costituite da bovini, cereali, legno, pianoforti, sale, cuoio, tessuti di lino e cotone, birra, vino e liquori. I centri commerciali maggiori furono Stoccarda, Ulma, Heilbronn e Friedrichshafen. Stoccarda, chiamata una volta "la Lipsia della Germania meridionale", era anche il centro di un esteso commercio di libri.

### Comunicazioni
Nel 1907 il regno del Württemberg aveva già 2000 chilometri di ferrovia, il 10% circa dei quali appartenenti allo stato. Le vie d'acqua comprendevano il Neckar, il Schussen, il Lago di Costanza (Bodensee) ed il Danubio a valle di Ulma. Il regno ebbe sempre delle buone strade, le più vecchie delle quali ancora di realizzazione romana. Con la formazione dell'impero germanico nel 1871, il Württemberg come la Baviera, mantenne il proprio servizio postale e telegrafico.

## Storia

### Origine del nome
Il nome Württemberg deriva dal Wirtembeg dello Stoccarda-Rotenberg (Circondario cittadino di Stoccarda-Untertürkheim). Questo a sua volta proviene probabilmente dal Lussemburgo, patria ove dovette aver origine la dinastia e fu quindi così opportunamente chiamato dal celtico Widerberg (romano Virodunum). Secondo la leggenda, il nome Wirtembeg sarebbe stato invece originato dalla deformazione verbale di Wirt am Berg (Osteria del monte). La denominazione Wirtembeg, tale fin dall'undicesimo secolo, divenne ufficialmente Württemberg con l'elevazione del ducato a rango di regno, avvenuta grazie a Napoleone I il 1º gennaio 1806.

### Contea fino al 1495

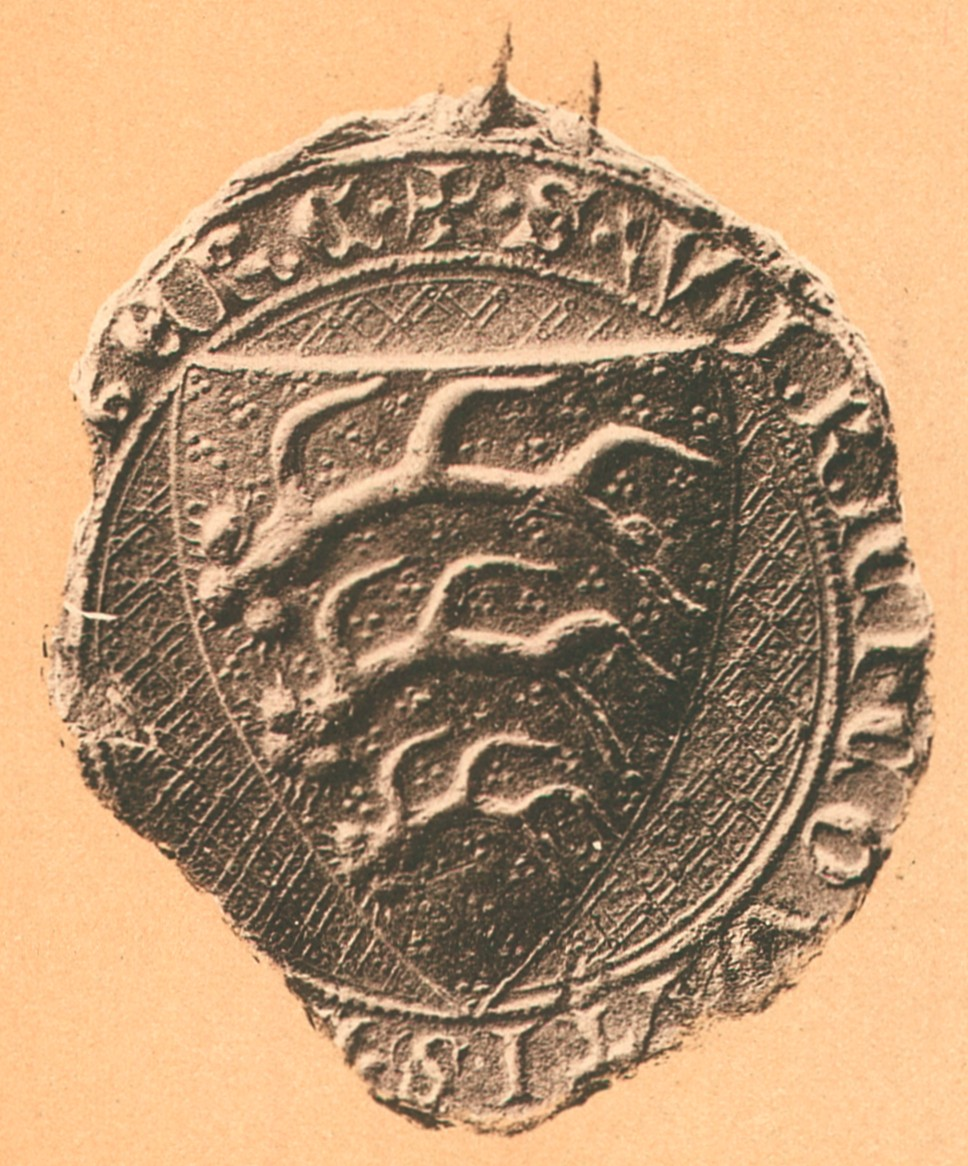
Sigillo del conte Ulrico I del 1259

Nel XII secolo il Württemberg ottenne il rango di contea. Con la fine della signoria degli Staufer in Svevia, verso il 1250, furono poste le premesse per l'ampliamento della contea. Grazie al matrimonio del conte Ulrico I con Metchilde del Baden, avvenuto nel 1251, Stoccarda, la futura capitale, entrò a far parte della contea. Ulteriori allargamenti della contea ebbero luogo soprattutto sotto il regno del conte Ulrico III (1325-1344) e sotto quello di Eberardo III (Eberardo il Mite) (1392-1417). Eccezionale fu poi l'acquisizione della contea di Mömpelgard, grazie al matrimonio del conte Eberardo IV con Enrichetta di Mömpelgard, avvenuto il 13 novembre 1397.
Il 25 gennaio 1442 fu stipulato l'accordo di Nürtingen fra Ludovico I e suo fratello Ulrico V. Con ciò il Württemberg fu diviso in due parti: la parte cosiddetta "di Stoccarda" (Württemberg-Stuttgart), che comprendeva le città di Cannstatt, Göppingen, Marbach, Neuffen, Nürtingen, Schorndorf e Waiblingen andò ad Ulrico, mentre a Ludovico I andò la parte, detta "di Urach", comprendente le città di Balingen, Calw, Herrenberg, Münsingen, Tuttlingen e Tübingen. Mömpelgard, alla morte della madre dei due fratelli Enrichetta, fu assegnata in un primo momento a Ludovico.
Con il trattato di Münsingen (14 dicembre 1482) e quello di Essling (2 settembre 1492) il conte di Wittenberg-Urach, e successivamente duca di Württemberg, Eberardo V di Württemberg, riuscì a recuperare anche l'altra parte della contea originaria e divenne il solo signore di entrambi i territori. La successione fu stabilita al conte regnante di Württemberg-Stuttgart Eberardo VI, che tuttavia dovette regnare insieme ad un "Comitato dei Dodici", espressione della cosiddetta Ehrbarkeit, la rappresentanza cioè dei nobili e dei ceti non nobili del paese.

### Ducato del Württemberg
A seguito della Dieta di Worms, il 21 giugno 1495, sotto l'imperatore Massimiliano I, il Württemberg fu elevato a ducato. La prima metà del XVI secolo trascorse in continue lotte intestine e crisi politiche, dettate anche dai problemi creatisi fra la figura del Duca e l'Ehrbarkeit; con la salita al potere di Cristoforo di Württemberg i dissidi furono risolti.

Nella prima metà del Cinquecento si ebbe anche la riforma protestante, risultando una mediazione dapprima fra l'orientamento zwingliano e quello luterano, ma infine, nel 1538, la riforma si risolse sotto una veste prettamente luterana.
Il ducato di Württemberg fu ampiamente coinvolto nella Guerra dei trent'anni (1618-1648), essendo rimasto dal 1628, per tutta la durata del conflitto, sotto il controllo delle armate straniere.

A seguito dell'Editto di Restituzione, Ferdinando II ridusse il ducato di un terzo della sua grandezza originaria.

Dopo la pace di Westfalia, il ducato cercò di ritornare nella condizione economico-sociale antecedente al conflitto e, riuscitoci, rimase tuttavia coinvolto sia nelle lotte di successione del Palatinato, sia che nella quinta guerra austro-turco e nella guerra di successione spagnola.
Durante il regno di Carlo II Eugenio di Württemberg (1737-1793), il ducato appoggiò l'impero austriaco nella guerra dei sette anni e, successivamente, si ebbe anche il riarmo dell'esercito.
Nel 1800, con l'avvento di Napoleone, il ducato ingrandì i propri possedimenti, che andarono a comprendere progressivamente molti degli stati tedeschi più piccoli, situati sulla riva destra del Reno; nel 1803 il Württemberg fu sede di Principe elettore.

### Il Regno di Württemberg

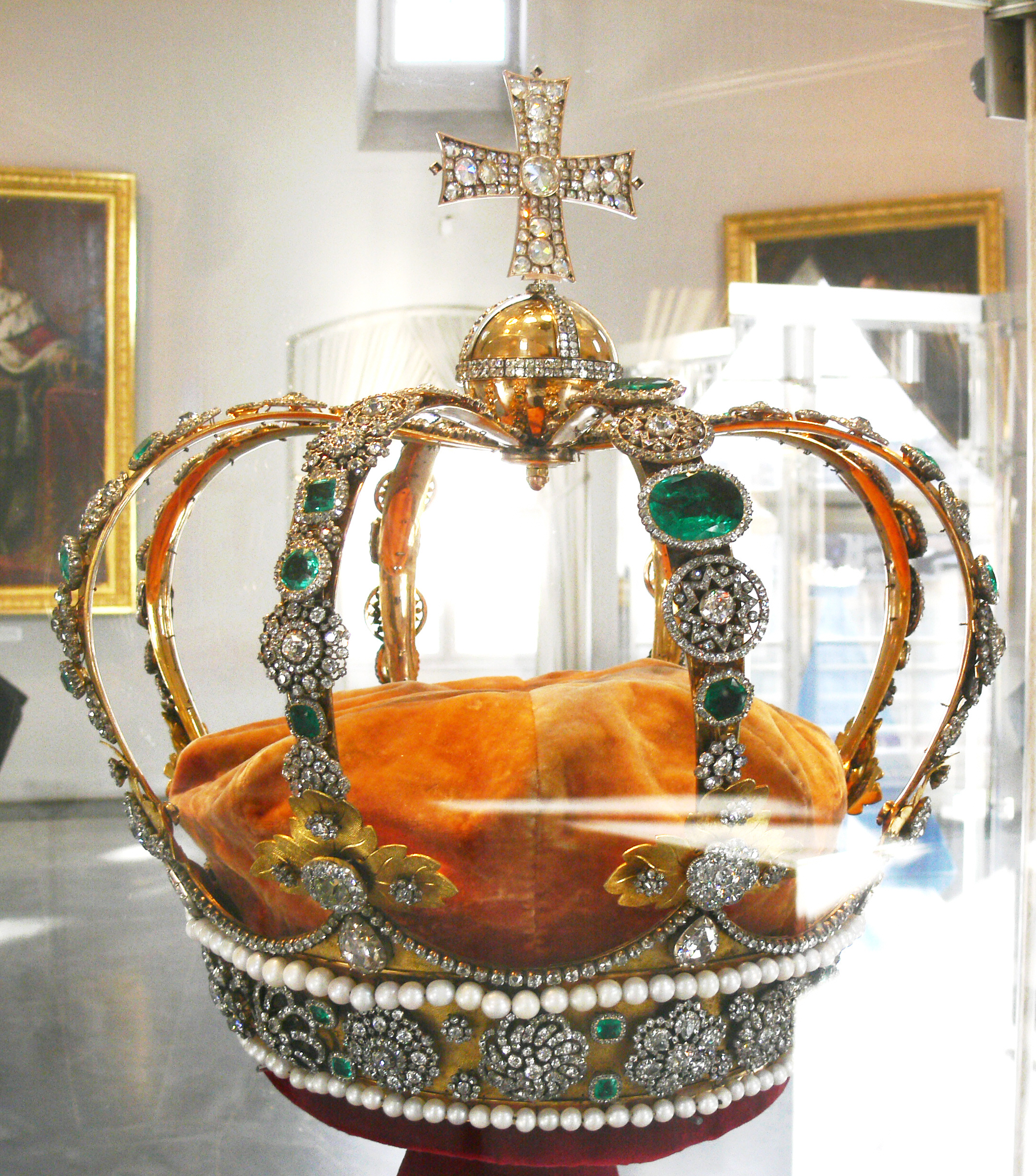
La corona reale del Re di Württemberg

A seguito degli accordi presi nel 1805 con Napoleone Bonaparte, fra i quali anche il matrimonio della figlia del Duca Federico II, Caterina, con il fratello dell'Imperatore francese, Girolamo Bonaparte, il ducato fu elevato al rango di regno (1º gennaio 1806). Accanto all'"Antico Württemberg" protestante si affiancarono, nel regno di recente istituzione, numerosi territori cattolici, cosicché il nuovo re perseguì una politica di equiparazione dei diritti. L'alleanza con Napoleone consentì a Federico una certa libertà di governo in politica interna, il cui scopo fu l'ammodernamento dello stato e l'abolizione dei privilegi della Ehrbarkeit nell'"Antico Württemberg" e quelli dell'antica nobiltà nei territori di nuova acquisizione.
Nonostante l'alleanza con Napoleone, il regno rimase inalterato dopo il Congresso di Vienna e restò quindi nell'alveo delle monarchie europee dopo la restaurazione.
Dal 1819 il regno di Württemberg divenne una monarchia costituzionale e, nel corso degli anni, i re che si susseguirono sul trono si prodigarono nel modernizzare lo stato e nel cercare, soprattutto durante il regno di Guglielmo I di Württemberg, di stringere una forte alleanza con la Russia zarista.
Sotto il dominio del re Carlo di Württemberg, forte sostenitore della creazione di uno stato tedesco, il paese aderì al progetto del Reich germanico di Otto von Bismarck; così, dal 1871 il regno di Württemberg fece parte della Germania.
Tuttavia, a seguito della sconfitta tedesca nella prima guerra mondiale, il re Guglielmo II di Württemberg abdicò ed il regno si dissolse.

### La repubblica popolare

Stemma dal 1922

Dopo la prima guerra mondiale e l'abdicazione del re Guglielmo II fu proclamato lo Stato Popolare del Württemberg e il primo presidente provvisorio del governo fu il socialdemocratico Guglielmo Blos. La nuova Costituzione fu emessa il 26 aprile 1919 e alle prime elezioni emersero il Centro, la SPD, la Democrazia Popolare e i partiti regionali. Fino all'avvento del nazismo il Württemberg fu governato da una coalizione di partiti; la SPD rimase all'opposizione.

### Il Württemberg nel Terzo Reich

Stemma dal 1933

Dopo la presa del potere da parte del nazionalsocialismo il 30 gennaio 1933 il governo del Reich pose l'8 marzo Dietrich von Jagow come Commissario della polizia del Württemberg. Di conseguenza molti antinazisti furono incarcerati e portati nel campo di concentramento di Heuberg. Sette giorni dopo il Gauleiter della NSDAP Wilhelm Murr fu scelto come presidente dello stato del Württemberg. Nello stesso mese la legge-delega del 24 e la "Legge di integrazione dei Länder nel Reich" del 31 condussero alla effettiva perdita di significato dei Länder stessi. Come nel resto del Reich si giunse alla persecuzione e allo sterminio degli ebrei, all'eliminazione dell'opposizione, all'integrazione dell'amministrazione e all'emigrazione. Combattenti della Resistenza dei Länder furono Georg Elser, Sophie Scholl e il fratello Hans, i fratelli Berthold e Claus Schenk, conte di Stauffenberg, Fritz Elsas, Liselotte Herrmann, Hermann Medinger e l'ex presidente Eugen Bolz. Dal 1944 anche il Württemberg soffrì dei pesanti bombardamenti alleati e il 4 dicembre dello stesso anno la città di Heilbronn fu completamente distrutta.

### Il Württemberg nel dopoguerra (dal 1945 al 1952)

Gran stemma del Baden-Württemberg

Dopo la resa della Germania del 1945 la parte settentrionale dei due Länder del Baden e del Württemberg furono separate da quella meridionale: la prima entrò a far parte della zona di occupazione americana mentre la seconda di quella francese e si formarono due Länder: il Württemberg-Baden al nord ed il Württemberg-Hohenzollern al sud, che nel 1949 divennero stati della neonata Repubblica Federale e nel 1952 si unirono nel nuovo Land Baden-Württemberg.

### Re del Wurttemberg

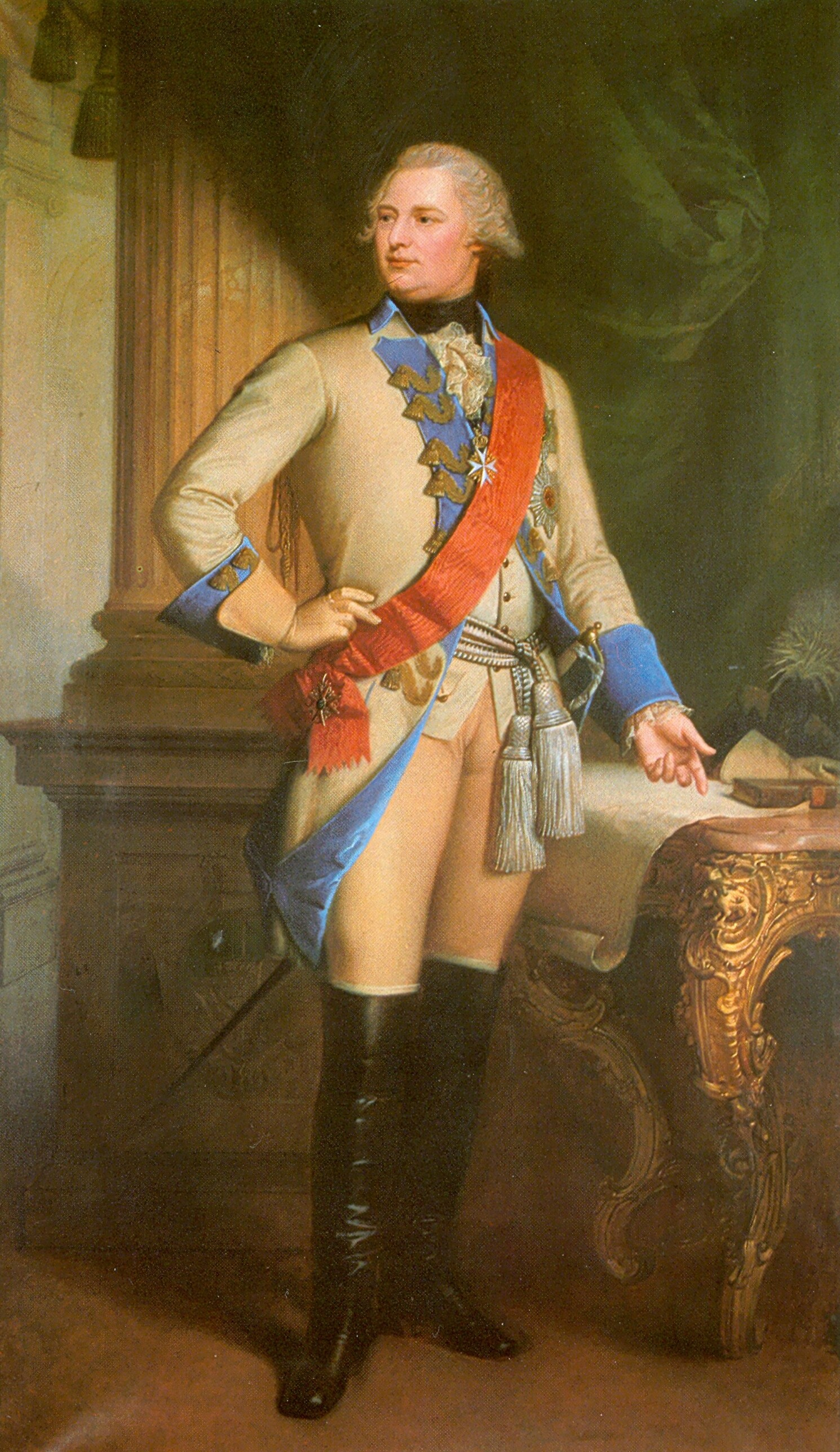
Federico I 1806-1816
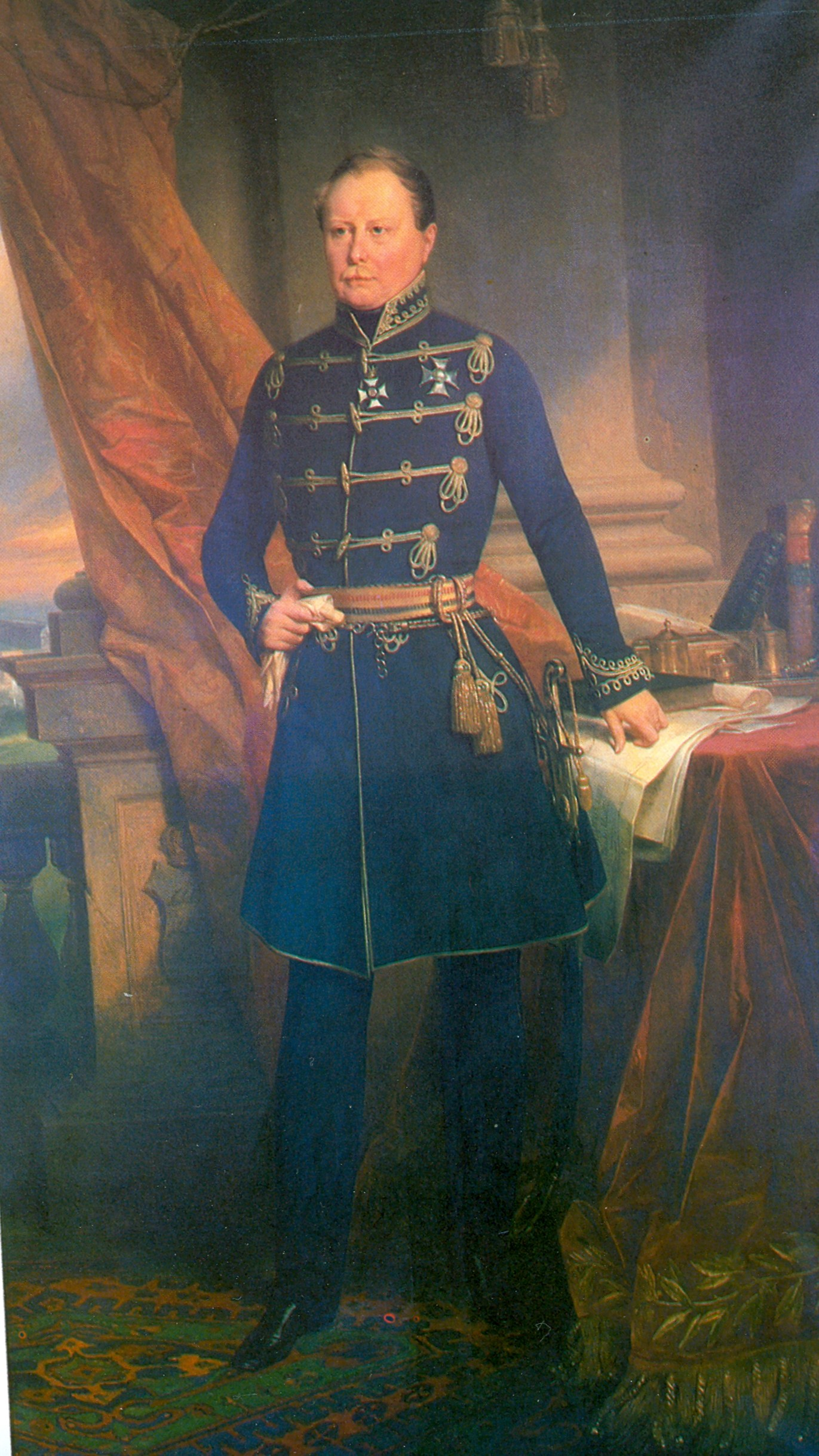
Guglielmo I 1816-1864
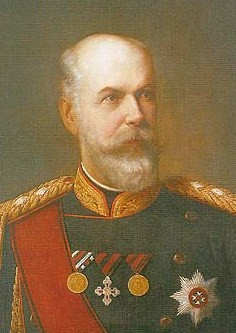
Carlo I 1864 1891
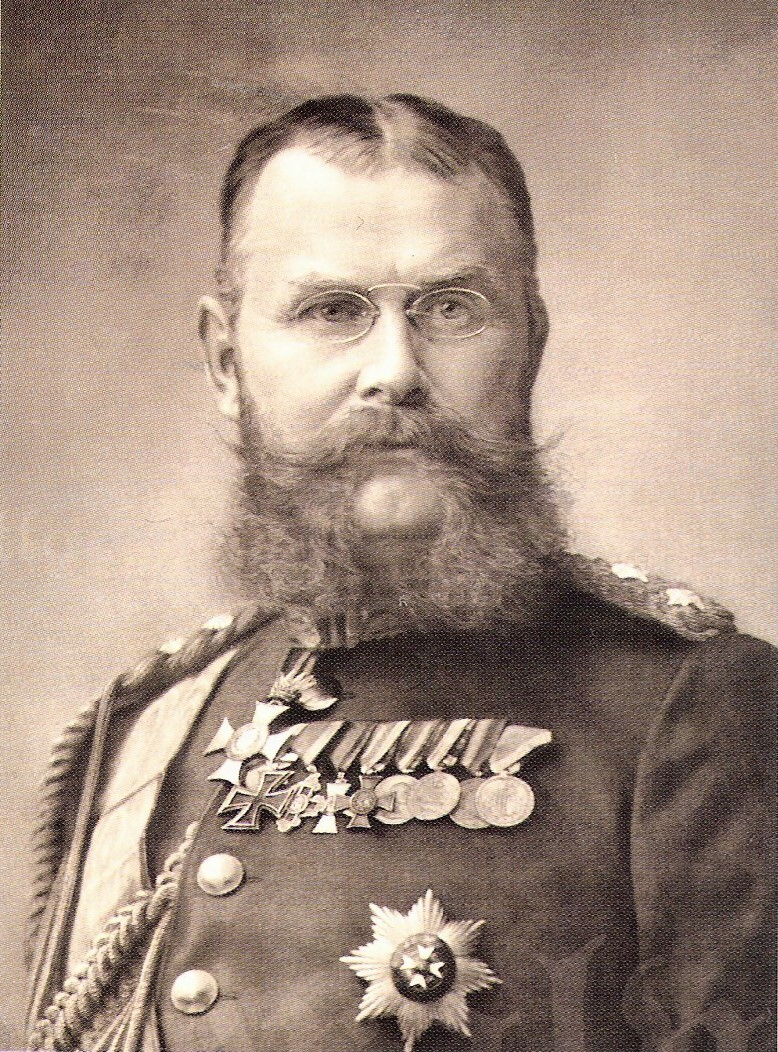
Guglielmo II 1891-1918

## Omaggi
Due navi della Marina Imperiale Tedesca presero il loro nome dal Württemberg:
- SMS Württemberg, fu una nave armata della classe Sachsen, varata nel 1878.
- SMS Württemberg fu un incrociatore pesante della classe Bayern, del 1918 che fu disarmato prima del suo completamento alla fine della seconda guerra mondiale.